# Kristian Middelboe
Kristian Middelboe (né le 24 mars 1881 à Brunnby en Suède et mort le 20 mai 1965 à Frederiksberg, quartier de Copenhague au Danemark) est un joueur de football international danois, qui évoluait au poste de défenseur.
Son frère, Nils, était également footballeur.

## Biographie

### Carrière en sélection
Avec l'équipe du Danemark, il dispute 4 matchs (pour aucun but inscrit) entre 1908 et 1910. Il figure notamment dans le groupe des sélectionnés lors des Jeux olympiques de 1908 et de 1920.

## Palmarès
Danemark
- Jeux olympiques :
  -  Argent : 1908.